# Sinfonía n.º 2 (Saint-Saëns)

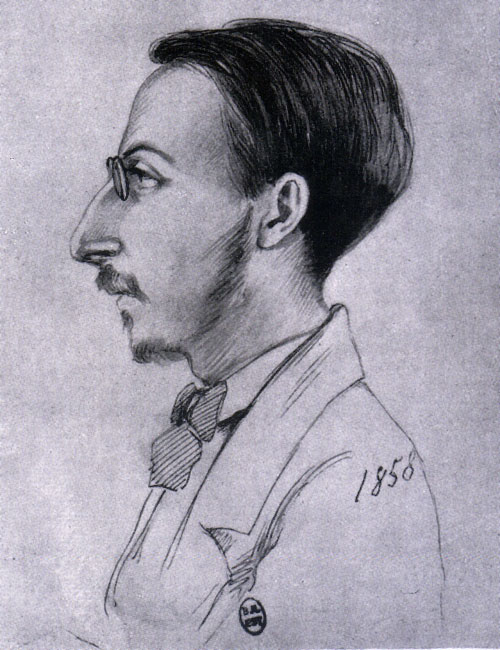
Saint-Saëns en 1858.

La Sinfonía n.º 2 en la menor, Op. 55 fue compuesta por Camille Saint-Saëns en 1859. La partitura está dedicada a Jules Pasdeloup.

## Historia

### Composición
La trayectoria de Saint-Saëns en el género sinfónico ha quedado plasmada en cinco obras. Las dos primeras están sin numerar: la Sinfonía en la mayor de 1850 y la Sinfonía en fa mayor conocida como "Urbs Roma" o "Ciudad de Roma" de 1856. Las otras tres están numeradas: la Sinfonía n.º 1 en mi bemol mayor de 1853, la Sinfonía n.º 2 en la menor de 1859 y su famosa Sinfonía n.º 3 en do menor subtitulada "avec orgue" o "con órgano" de 1886.
La composición de este opus se desarrolló entre 1858 y 1859. De sus cinco sinfonías esta fue cronológicamente la cuarta en ser escrita, cuando el compositor tenía 24 años. No volvió a componer en esta forma musical hasta 27 años después, con su Sinfonía con órgano.
Una copia manuscrita de la partitura se conserva en la actualidad en la Biblioteca Nacional de Francia y se puede consultar en línea.

### Estreno y publicación
El estreno mundial se celebró el 20 de febrero de 1859 en Leipzig. En Francia la primera interpretación tuvo lugar el 25 de marzo de 1860 en la Salle Pleyel de la Société des jeunes artistes du Conservatoire de París, bajo la batuta de Jules Pasdeloup. En la actualidad ya no se interpreta con regularidad, como sí ocurre con la Sinfonía n.º 3. 
La primera edición de la obra fue llevada a cabo por la editorial A. Durand en 1878 en París. La dedicatoria que figura en la partitura es para el director de orquesta Jules Pasdeloup. Pasdeloup era un personaje duro que dominó las salas de concierto parisinas durante al menos veinte años y no tenía reparos en rechazar música de compositores importantes o engreídos.

## Instrumentación
La partitura está escrita para una orquesta formada por:
- Viento madera: 1 flautín, 2 flautas, 2 oboes (el segundo doblando al corno inglés), 2 clarinetes, 2 fagotes.
- Viento metal: 2 trompas, 2 trompetas.
- Percusión: timbales.
- Cuerda: una sección de cuerdas con violines I y II, violas, violonchelos y contrabajos.

## Estructura y análisis
La sinfonía consta de cuatro movimientos:
- I. Adagio marcato – Allegro passionato, en la menor 6
4
- II. Adagio, en mi mayor 3
8
- III. Scherzo. Presto, en 3
4
- IV. Prestissimo, en 6
8

La interpretación de la obra dura aproximadamente 23 minutos. El estilo de la pieza se acerca a Joseph Haydn, Johannes Brahms y Felix Mendelssohn en varios movimientos. La obra es menos farragosa que la Sinfonía Urbs Roma y la Sinfonía n.º 1, pero más concentrada. Desde el punto de vista estilístico, también alude en parte a la Sinfonía n.º 3.

### I.Adagio marcato – Allegro passionato
El primer movimiento, Adagio marcato – Allegro passionato, está escrito en la tonalidad en la menor y en compás de 6/4. Se abre con un breve preludio seguido de una fuga basada en el mismo material, en lugar de aplicar la forma sonata habitual. Saint-Saëns dejó constancia que muchos de los primeros oyentes de la pieza se escandalizaron por tal innovación. No obstante, Jules Pasdeloup, el dedicatario de la pieza, quizás viera este inicio como un cumplido a su gusto. El tema en sí también es audaz en su yuxtaposición de tónicas y dominantes, y todo el movimiento se balancea con maravilloso brío.

### II.Adagio
El segundo movimiento, Adagio, está en mi mayor y en compás de 3/8. Es una pieza minúscula y constituye un milagro de simplicidad. Su melodía de apertura se despliega sobre una sola nota de bajo. Stephen Studd capta muy bien su carácter al describirlo como "una breve visión de un pasado imaginado, de [su] tía abuela Charlotte de niña entre la perfumada elegancia de un salón del siglo XVIII, intuitivamente percibida a través de dos generaciones". A diferencia de la marcha fúnebre contenida en la Sinfonía Urbs Roma, nos deja con ganas de más.

### III.Scherzo. Presto
El tercer movimiento, Scherzo. Presto, está en compás de 3/4. Adopta una forma ternaria de scherzo con trío central en la mayor. Regresa al ambiente bullicioso y poco sofisticado del segundo movimiento de Urbs Roma, aunque la síncopa de la sección central pondría a prueba al máximo a cualquier banda de pueblo. La fragmentación de las ideas está ahora llena de giros ingeniosos y las frases de cuatro compases están excitantemente interrumpidas.

### IV.Prestissimo
El cuarto y último movimiento, Prestissimo, está en compás de 6/8. En el vivaz Finale Saint-Saëns revela su extraordinaria habilidad para hacer interesantes las cosas más sencillas. En este caso son las escalas descendentes las que se convierten en instrumentos de pura alegría. Joseph Haydn visto a través del prisma de Charles Gounod y, no menos, de Felix Mendelssohn, que se asoma en una súbita interrupción de la actividad y en los dos acordes de viento madera que siguen, sacados directamente de El sueño de una noche de verano. De esta sinfonía se puede decir lo mismo que el Dr. Johnson dijo de Elegy in a Country Churchyard (Elegía en el cementerio de una aldea) del poeta inglés Thomas Gray: "Si hubiera escrito así a menudo, habría sido vano culparle e inútil alabarle".

## Discografía selecta
- 1974-75 – Jean Martinon, Orquesta Nacional de la ORTF (2 CD EMI). Sinfonías completas.
- 1987 – Yondani Butt, Orquesta Sinfónica de Londres (CD ASV).
- 1991 – Georges Prêtre, Orquesta Sinfónica de Viena (CD Erato Musifrance). Con la Sinfonía n.° 1.
- 1997 – Jean-Jacques Kantorow, Tapiola Sinfonietta (CD BIS). Con la Sinfonía en fa mayor "Urbs Roma".
- 2000 – Ivan Anguélov, Orquesta Sinfónica de la Radio Eslovaca de Bratislava (CD Arte Nova Classic).
- 2006 – Nicolas Chalvin, Orquesta de Bretaña (CD Timpani).
- 2015 – Marc Soustrot, Orquesta Sinfónica de Malmö (CD Naxos). Con la Sinfonía n.° 1.
- 2018-19 – Thierry Fisher, Orquesta Sinfónica de Utah (3 CD Hyperion). Sinfonías completas.
- 2021 – Jean-Jacques Kantorow, Orquesta Filarmónica Real de Lieja (2 SACD BIS). Diapason d’Or. Sinfonías completas.
- 2021 – Cristian Măcelaru, Orquesta Nacional de Francia (3 CD Warner Classics). 5 Diapasones. Sinfonías completas.